# Ван И
Ван И (кит. упр. 王毅, пиньинь Wáng Yì; род. 19 октября 1953, Пекин) — китайский дипломат и государственный деятель, Министр иностранных дел КНР с 25 июля 2023 года. Заведующий Канцелярией Комиссии ЦК КПК по иностранным делам с 1 января 2023 года.
Министр иностранных дел КНР с 2013 по 2022 год и с 25 июля 2023 года. В 2018—2022 годах также член Госсовета КНР. Член ЦК КПК 17—20-го созывов. Член Политбюро ЦК КПК 20-го созыва.

## Биография
После окончания школы работал 8 лет в Хэйлунцзянском производственно-строительном корпусе. В 1982 году окончил факультет языков стран Азии и Африки Второго пекинского института иностранных языков, специализировался на японском языке, бакалавр экономики. С 1982 года работает в МИДе — референт, атташе, заместитель начальника и начальник отдела Департамента стран Азии МИД.
С 1989 по 1994 год — советник и советник-посланник посольства КНР в Японии, в 1994—1995 годах — заместитель директора Департамента стран Азии МИД, в 1995—1998 годах — директор Департамента стран Азии МИД. C августа 1997 по февраль 1998 года — приглашённый учёный Института по изучению дипломатии Джорджтаунского университета. С сентября 1999 года проходил повышение квалификации в Китайском университете иностранных дел.
В 1998—2001 годах — помощник министра иностранных дел и по совместительству — директор Департамента политического анализа МИД, в 2001 году назначен заместителем министра иностранных дел, став самым молодым заместителем министра иностранных дел в истории КНР. С сентября 2004 по сентябрь 2007 года — посол КНР в Японии, в 2007—2008 годах — первый заместитель министра иностранных дел. В июне 2008 года назначен руководителем Канцелярии по работе с Тайванем ЦК КПК и Канцелярии по делам Тайваня при Госсовете Китая и занимал эту должность до 2013 года.
С 16 марта 2013 по 30 декабря 2022 года — министр иностранных дел Китайской Народной Республики. С марта 2018 года по конец декабря 2022 года также был членом Госсовета КНР.
23 октября 2022 года на 1-м пленуме Центрального комитета Компартии Китая 20-го созыва избран в Политбюро ЦК КПК.
1 января 2023 года назначен заведующим Канцелярией Комиссии ЦК КПК по иностранным делам — высшую дипломатическую должность в Китайской Народной Республике, находящуюся в прямом подчинении Генеральному секретарю Компартии Китая.
25 июля 2023 года назначен министром иностранных дел Китайской Народной Республики.

## Семья
Женат на дочери секретаря Цянь Цзядуна, у них одна дочь.

## Награды
- Орден «Данакер» (17 сентября 2015 года, Кыргызстан) — за большой вклад в развитие сотрудничества между Кыргызской Республикой и Китайской Народной Республикой, укрепление всесторонних связей между народами двух стран, а также в связи с успешным завершением строительства и вводом в эксплуатацию подстанции 500 кВ «Датка», подстанции 500 кВ «Кемин» и линии электропередач 500 кВ «Датка-Кемин»[6][7].
- Орден Пакистана 2-го класса (2015 год, Пакистан)[8][9].
- Командор со звездой ордена Заслуг (2021 год, Венгрия)[10]
- Орден Полярной звезды (2004 год, Монголия)[11]
- Медаль Восточной Республики Уругвай (7 октября 2016 года, Уругвай)[12]
- Медаль Восточной Республики Уругвай (5 марта 2018 года, Уругвай)[13]